# Pierre Bonnard
Pierre Bonnard (Fontenay-aux-Roses, 3 de outubro de 1867 — Le Cannet, 23 de janeiro de 1947) foi um pintor francês.

## Biografia
Filho de um chefe de negócios de Ministério da Guerra, e com mais dois irmãos, Bonnard deveria formar-se em Direito, pela Sorbonne, para cumprir o desejo de seu pai. No entanto, depois de dois anos em Paris,1888, inscreveu-se na Academia das Belas Artes e na Academia Julian, começando aí a sua carreira artística. Na academia formou-se um grupo de artistas do qual fazia parte Bonnard assim como Paul Sérusier, Maurice Denis, Henri-Gabriel Ibels, Paul Ranson, Ker Xavier Roussel e Edouard Vuillard. Esse grupo ficou conhecido por Grupo Nabis, ou Les Nabis. Bonnard que um dia, na escola das Belas Artes, viu uma exposição de arte japonesa, ficou tão impressionado com as obras aí apresentadas que passou a ser chamado pelos seus companheiros de o nabi japonês.
Teve um ateliê com os pintores Denis e Vuillar, onde recebia seu amigo Toulouse-Lautrec. A primeira apresentação de sua obra ocorreu em 1893, no Salão dos Independentes, e a segunda, meses depois, na galeria de Durand-Ruel. A essa altura também trabalhava como ilustrador para a revista La Revue Blanche. O galerista Vuillard organizou uma exposição com suas melhores litografias, muitas das quais mostravam a influência do simbolista Redon. A partir de 1907 realizou uma longa viagem pela Europa. Estabelece-se em Saint-Germain-en-Laye durante a Primeira Guerra Mundial. Em 1924 fez sua primeira grande retrospectiva. Ganhou duas vezes o prêmio Carnegie.
Em 1925 casou-se com Marie Boursin, conhecida por Marthe, que viria a servir de modelo em algumas das suas obras.
Junto com Gauguin, Bonnard foi sem dúvida um dos pintores mais interessantes do grupo dos Nabis. A sua pintura de interiores, de cores claras e luminosas, reflete a capacidade de captar os pequenos detalhes, sob um efeito emocional. Os objetos parecem se formar pela solidificação do ar. Os nus de Bonnard nada mais são do que experimentações, nas quais o pintor tenta pesquisar a variação das cores sob a luz. O resultado é uma obra de tranquila intimidade.
Resumido num aforismo, poderíamos dizer que "À Bonnard, le bonheur".

## Galeria

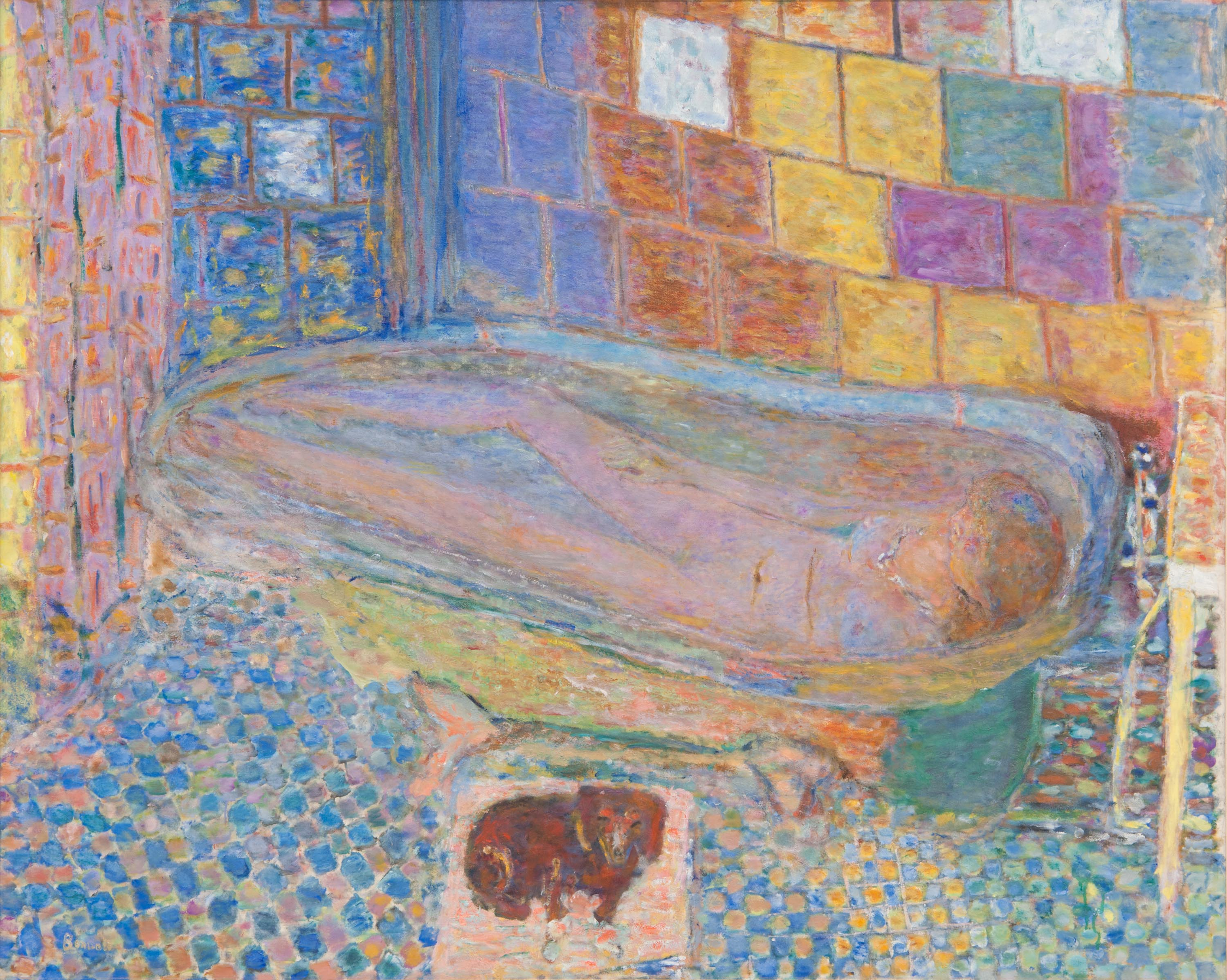
Nu no banho e cachorro pequeno, (c. 1941–1946) Carnegie Museum of Art
Último autorretrato (1945) Bemberg Fondation
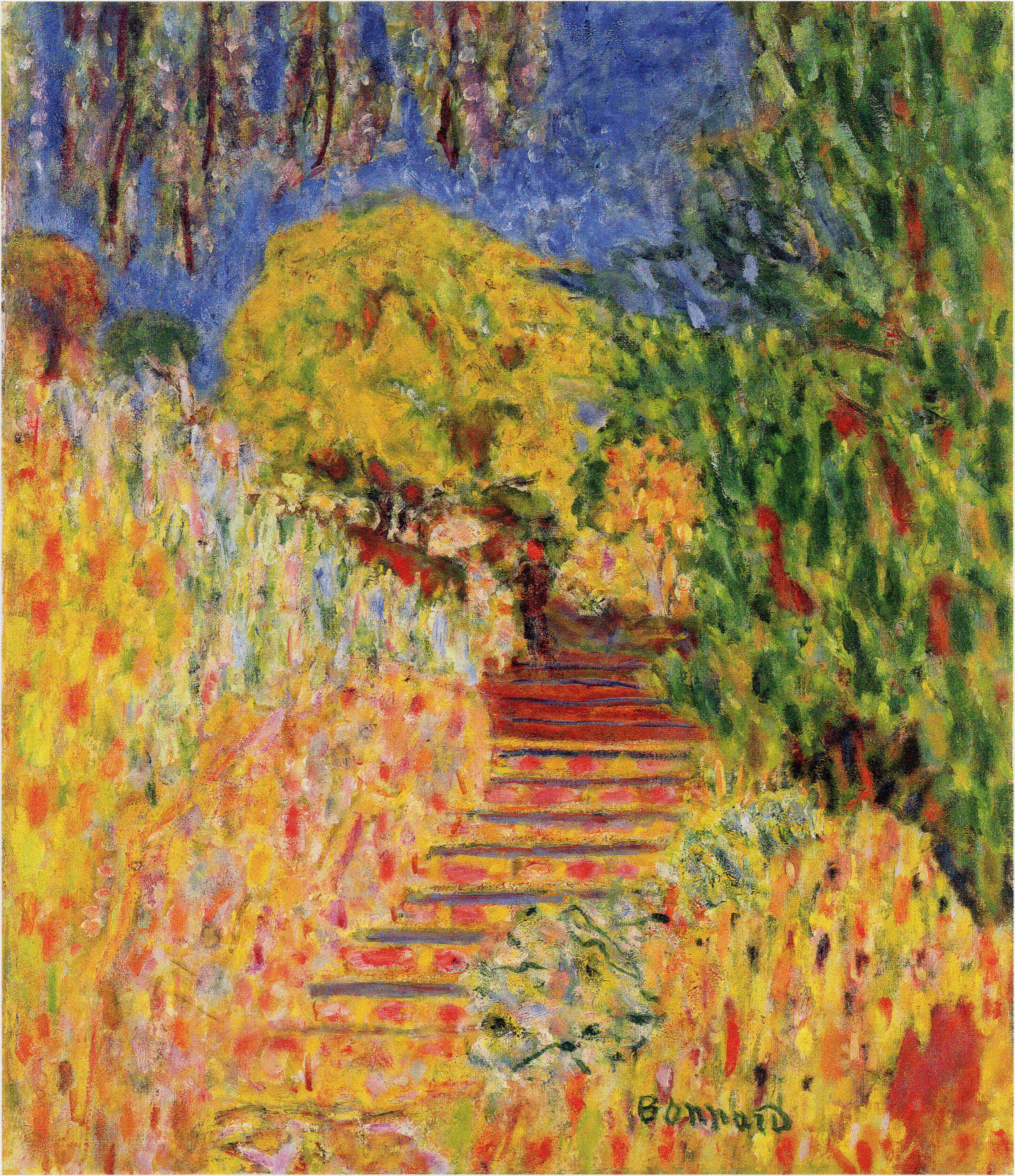
Escadas com Mimosa (1946)

## Obra
- 1890-1892 – O Salto de Cama (pintura a têmpera sobre tela, 150 cm x 50 cm)
- 1891 – Os Dois Cães (óleo sobre tela, 36 cm x 39 cm)
- 1891 – A Avó com os Frangos (óleo sobre tela, 36 cm x 39 cm)
- 1891 – Mulheres no Jardim (Mulher com Vestido de bolas Brancas) (óleo sobre tela, 160 cm x 48 cm)
- 1891 – Mulheres no Jardim (Mulher Sentada com Gato) (óleo sobre tela, 160 cm x 48 cm)
- 1891 – Mulheres no Jardim (Mulher com Murça) (óleo sobre tela, 160 cm x 48 cm)
- 1891 – Mulheres no Jardim (Mulher com Vestido de Quadros) (óleo sobre tela, 160 cm x 48 cm)
- 1891 – Intimidade (óleo sobre tela, 38 cm x 36 cm)
- 1892 – A Blusa de Quadros (óleo sobre tela, 61 cm x 33 cm)
- 1892 – A Partida de Criquet (óleo sobre tela, 130 cm x 162,5 cm)
- 1894 – O Menino com o balde (pintura a têmpera sobre tela, 167 cm x 50 cm)
- 1895 – Menino a Comer Cerejas (óleo sobre tela)
- 1895 – O Ónibus (óleo sobre tela, 59 cm x 41 cm)
- 1897 – Cartaz para L’Estampe et L’Affiche
- 1899 – Mulher Adormecida numa Cama (óleo sobre tela, 96,5 cm x 106 cm)
- 1900 – O Homem e a Mulher (óleo sobre tela, 115 cm x 72,5 cm)
- 1900 – Nu com Meias Negras (óleo sobre tela)
- 1900 – Mulher com Meias Negras ou o Sapato (óleo sobre cartão, 62,1 cm x 64,2 cm)
- 1900 – A Tarde Burguesa ou Família Terrase (óleo sobre tela, 139 x 212 cm)
- 1902-1903 – O Compositor Claude Terrasse e Dois dos seus Filhos (óleo sobre tela, 94,5 cm x 77,5 cm)
- 1905 – Prato de Maçãs em Cima de uma Mesa (óleo sobre tela, 43,5 cm x 63 cm)
- 1905 – Dia de Inverno (óleo sobre tela, 49 cm x 61 cm)
- 1908 – O Camarote (óleo sobre tela)
- 1910 – A Toalha de Quadros Vermelhos ou o Pequeno Almoço do Cão (óleo sobre tela, 83 cm x 85 cm)
- 1912 – Mulher com Gato (óleo sobre tela, 78 cm x 77,2 cm)
- 1912 – Place Clichy (óleo sobre tela)
- 1912 – Em Iate (óleo sobre tela, 43 cm x 65 cm)
- 1913 – O Refeitório no Campo (óleo sobre tela)
- 1914 – Tarde (óleo sobre tela)
- 1917 – Raparigas com Gaivota (óleo sobre tela, 49,3 cm x 43,5 cm)
- 1919 – Marthe no Banho (óleo sobre tela)
- 1920 – Maré Baixa em Arcachon (óleo sobre tela, 46 cm x 53 cm)
- 1921 – A Toilette (óleo sobre tela, 120 cm x 80 cm)
- 1923 – A Costa Azul (óleo sobre tela, 79 cm x 76 cm)
- 1924 – Vernonnet, Paisagem perto de Giverny (óleo sobre tela, 50,3 cm x 63 cm)
- 1924 – Grande Nu Azul (óleo sobre tela)
- 1924 – Retrato de Ambroise Vollard (óleo sobre tela)
- 1925 – A Janela (óleo sobre tela)
- 1926–1930 – A Saída da Banheira (óleo sobre tela)
- 1928 – O Café du Petit Poucet (óleo sobre tela)
- 1929 – Panorama Meridional, Le Cannet (óleo sobre tela)
- 1930 – Auto-retrato (gouache)
- 1930 – Paisagem com Rebocador (óleo sobre tela)
- 1933 – Nu Diante do Espelho (óleo sobre tela)
- 1935 – Esquina de Mesa (óleo sobre tela)
- 1936 – A Baía de Saint-Tropez (óleo sobre tela)
- 1936 – Veleiros em Deauville (aguarela)
- 1936-1946 – O Porto de Trouville ou a Saída do Porto (óleo sobre tela, 77 cm x 103 cm)
- 1937 – O Jardim (óleo sobre tela)
- 1939-1946 – O Atelier da Mimosa (óleo sobre tela)
- 1941-1944 – Nu Escuro (óleo sobre tela, 81 cm x 64 cm)
- 1937 – Nu na Banheira (óleo sobre tela)